# Sehlis
Sehlis ist ein Ortsteil der sächsischen Stadt Taucha im Landkreis Nordsachsen.

## Geografie

### Lage

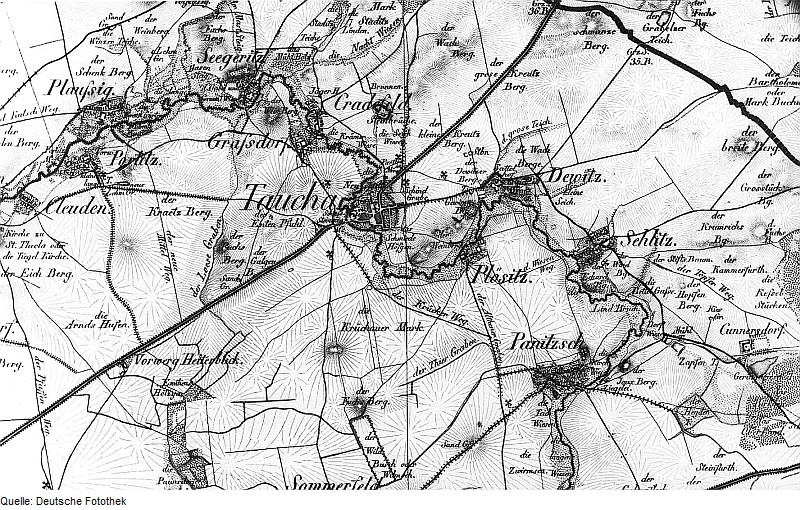
Sehlis auf einer Karte von Hermann Oberreit (1836/39)

Das Platzdorf Sehlis liegt etwa 3 Kilometer östlich von Taucha, am rechten Ufer der Parthe. Über Kommunalstraßen ist der Ort an Dewitz sowie Panitzsch und Cunnersdorf angebunden.

### Nachbarorte
| Dewitz  | Gordemitz                                   | Pehritzsch  |
| Taucha  | Kompassrose, die auf Nachbargemeinden zeigt |             |
| Plösitz | Panitzsch                                   | Cunnersdorf |

## Geschichte

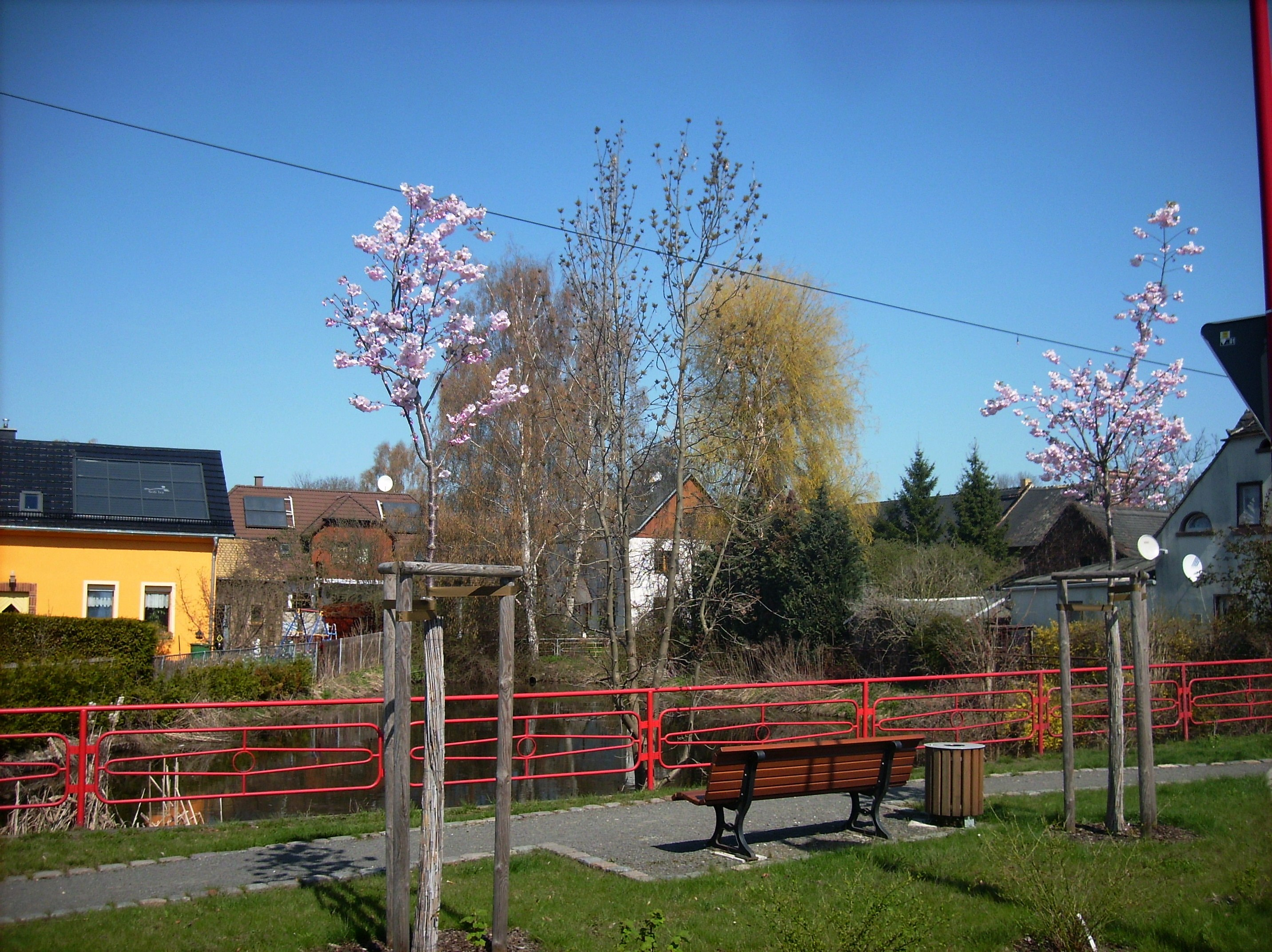
Blick auf einen Teil von Sehlis sowie den Dorfteich

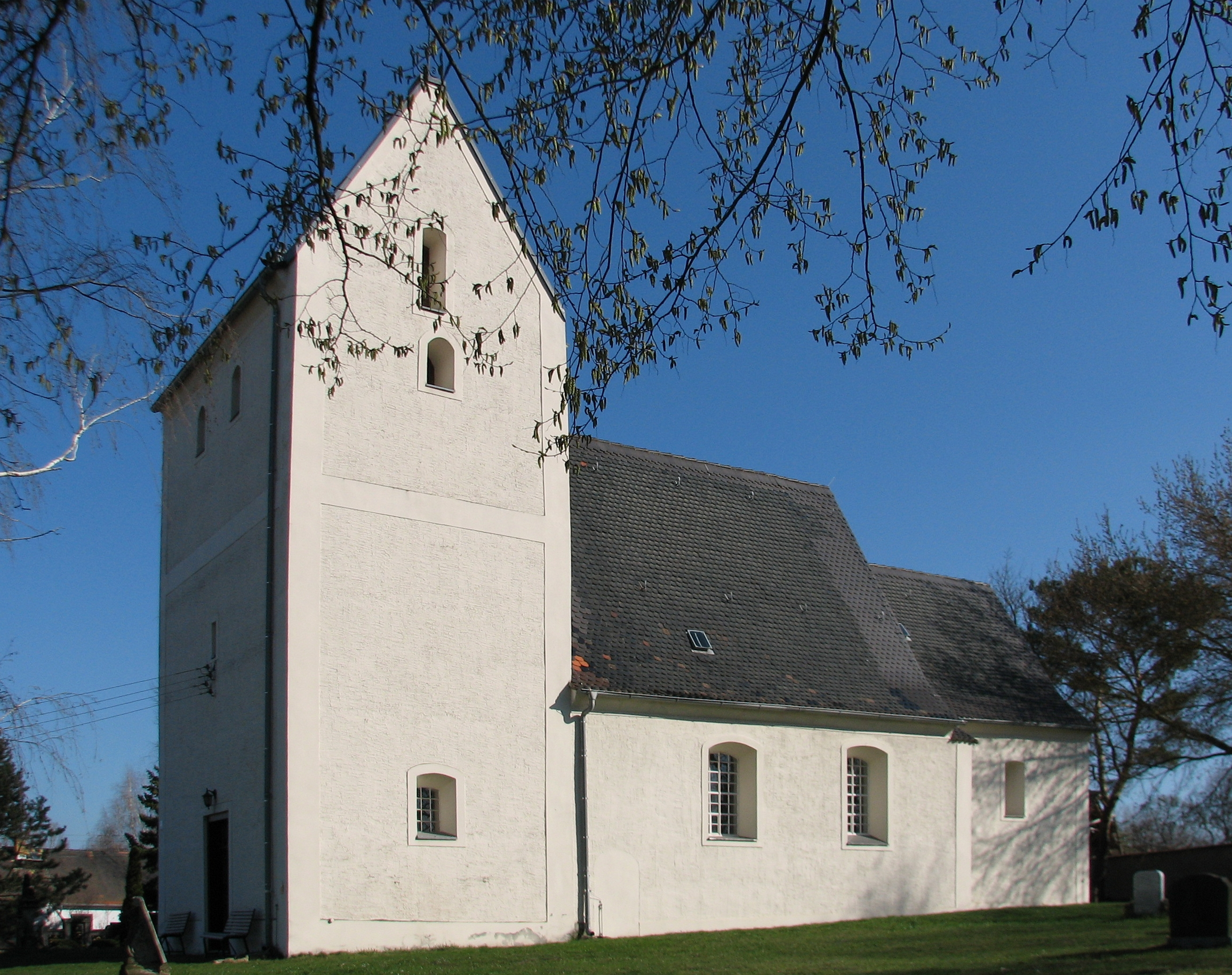
Katharinenkirche zu Sehlis

Die erste urkundliche Erwähnung datiert von 1350 als Selicz. August Schumann nennt 1824 im Staatslexikon von Sachsen Sehlis betreffend u. a.: 

„Es liegt angenehm zwischen dem rechten Ufer der Parde und einem Hügel, welchen die weit zu stehende Windmühle krönt – wie denn überhaupt die Gegend etwas hügelig und durch untermischte Büsche und fruchtbare Wiesenflächen abwechselnd genug ist. […] Das Dorf hat viel Güter, ist daher wohlhabend, und enthält in einigen 30 Häusern über 160 Bewohner, davon man 1801 138 angab. Sie besitzen 28 Hufen gutes Feld, erbauen etwas Flachs, und treiben starke Viehzucht; auch giebt es hier einige Fleischer, welche in Leipzig verkaufen dürfen. Die Kirche, ein unansehnliches Gebäude mit unförmlichem Thurme, liegt in der Tiefe unterm Hügel, und ist das Filial von Dewitz, ¼ Stunde nördlich entlegen. Am Hügel der Windmühle wird Sand gegraben.“

Sehlis lag bis 1856 im kursächsischen bzw. königlich-sächsischen Kreisamt Leipzig. Ab 1856 gehörte der Ort zum Gerichtsamt Taucha und ab 1875 zur Amtshauptmannschaft Leipzig.
Am 12. Mai 1912 zog eine Windhose über den Ort hinweg und hinterließ dabei große Schäden an Gebäuden und verwüstete Ländereien. Das Ereignis brachte den kleinen Ort deutschlandweit in die Schlagzeilen. Über die Zerstörungen berichtete seinerzeit u. a. die Coburger Zeitung in 2 Artikeln. 60.000 Katastrophentouristen besichtigten in den Tagen danach die Schäden im Ort, selbst der sächsische König Friedrich August III. war darunter.
1973 wurde Sehlis nach Taucha eingemeindet.
Entwicklung der Einwohnerzahl
| Jahr | Einwohnerzahl                          |
| ---- | -------------------------------------- |
| 1551 | 19 besessene Mann, 21 Inwohner         |
| 1764 | 18 besessene Mann, 4 Häusler, 28 Hufen |
| 1834 | 161                                    |
| 1871 | 184                                    |
| 1890 | 223                                    |

| Jahr | Einwohnerzahl |
| ---- | ------------- |
| 1910 | 227           |
| 1925 | 284           |
| 1939 | 279           |
| 1946 | 333           |
| 1950 | 327           |

| Jahr | Einwohnerzahl |
| ---- | ------------- |
| 1964 | 239           |
| 2008 | 160           |
| 2011 | 131           |